# Narkosegerät

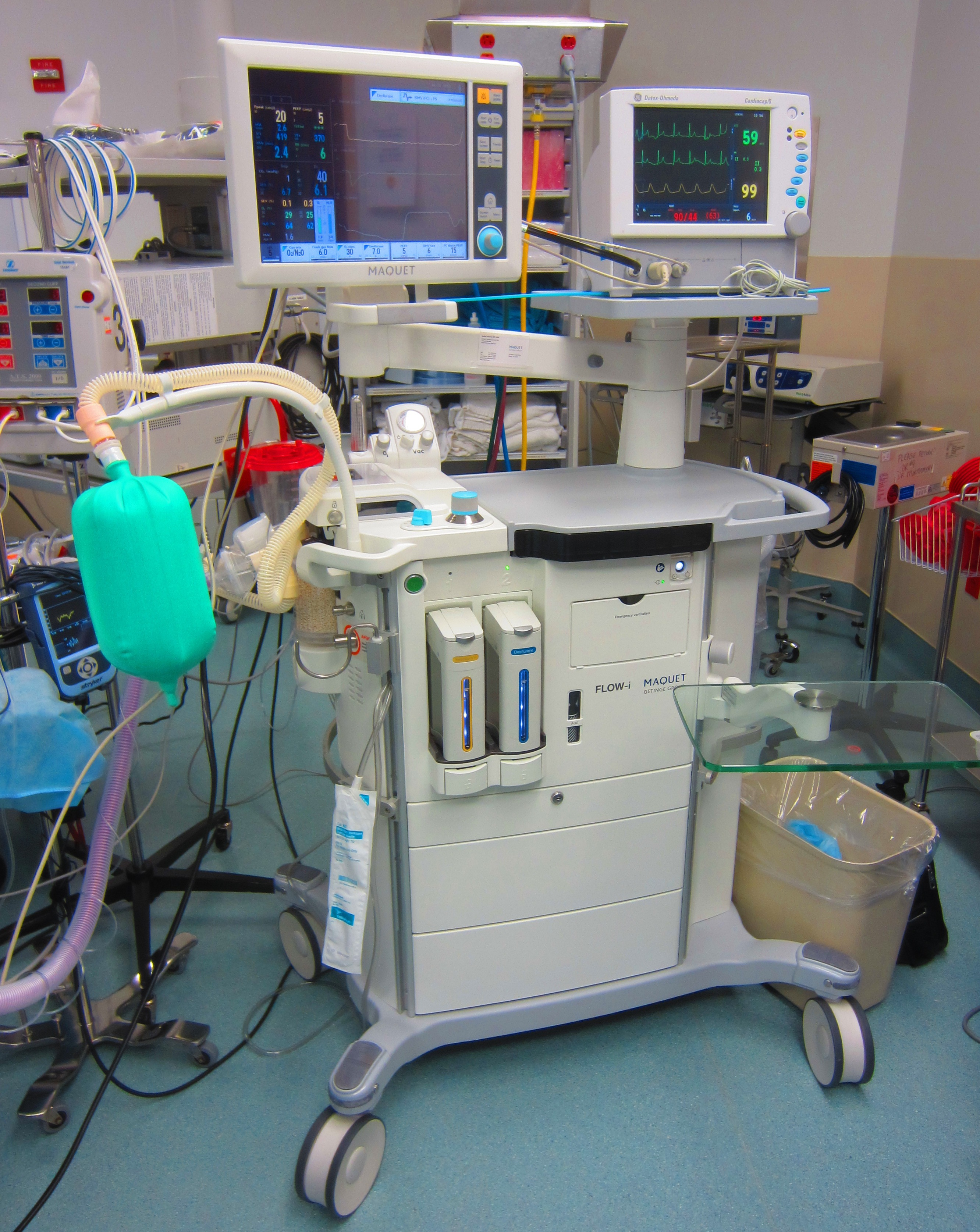
Mobiles Narkosegerät

Das Narkosegerät, welches zum Narkosearbeitsplatz gehört, übernimmt während einer Operation die Atemfunktion (Beatmung), da bei einer Allgemeinanästhesie (Narkose) der eigene Atemantrieb häufig aufgehoben ist. Jedoch ist je nach Operation und verwendeten Narkosemedikamenten durchaus auch eine Allgemeinanästhesie mit Spontanatmung möglich, das heißt, der Patient atmet vollständig selbst, wenn auch über den Beatmungsschlauch, oder assistierter Beatmung. Bei Letzterer „triggert“ der Patient das Beatmungsgerät, das heißt, er gibt durch seine Einatem-Bemühung den Zeitpunkt jedes Atemzuges vor, das Beatmungsgerät unterstützt den Patienten daraufhin bei der Einatmung.
Am Gerät stellt der Anästhesist eine Mischung aus Sauerstoff und entweder Druckluft oder Lachgas und dem verwendeten Inhalationsanästhetikum (z. B. Isofluran, Sevofluran oder Desfluran) ein. Hierbei handelt es sich chemisch um polyhalogenierte Ether, die bei Zimmertemperatur in flüssiger Form vorliegen, aber leicht flüchtig (volatil) sind und mittels eines sog. Vapors verdampft und dann in Dampfform der Atemluft in genau definierter Konzentration beigemischt werden. Je nach Patient, Operation und Vorlieben des Anästhesisten werden aber zum Teil auch Narkosen ohne Inhalationsanästhetika durchgeführt und stattdessen mit intravenösen Präparaten ersetzt.
Gekoppelt an das Narkosegerät ist ein hämodynamisches Monitoring (EKG, Blutdruck, Sauerstoffsättigung). Am Narkosegerät können die abgegebene Luftmenge (mittels Volumenmessgerät), der Atemwegsdruck, die Gaskonzentrationen und das endtidale (ausgeatmete) {\displaystyle \mathrm {CO_{2}} } gemessen werden. Eine im Gerät integrierte Überwachungseinheit gibt Alarm, sobald ein gemessener Wert eine kritische Grenze erreicht.
Das Atemgasgemisch wird im Narkosegerät in der Regel in einem sogenannten Kreisteil geführt. Dieses wurde bereits 1902 von Bernhard Dräger und Otto Roth erfunden und wird bis heute im Wesentlichen unverändert und nur durch modernes Monitoring und präzise Dosiereinrichtungen erweitert verwendet. Hierbei wird die vom Patienten ausgeatmete Luft wieder in das Narkosegerät (Narkosekreissystem) geleitet, durch einen Kalkabsorber wird hier das Kohlendioxid aus der Atemluft entfernt und das Gasgemisch durch eine bestimmte Menge Frischgas angereichert. Anschließend wird das Gasgemisch wieder dem Patienten zugeführt.
Moderne Narkosegeräte sind so gebaut, dass sie auch bei Stromausfall sowie bei Versagen der Gasversorgung des Krankenhauses noch längere Zeit weiterfunktionieren. Dazu sind Akkus und ein System eingebaut, das aus der Raumluft Druckluft erzeugt sowie Druckflaschen mit Sauerstoff und ggf. Lachgas.